# Maurice Chassagne
Guillaume Chassagne dit Maurice Chassagne, né le 23 mars 1880 à Lezoux, commune où il est mort le 10 février 1963, est un médecin et botaniste français.

## Biographie
Il fut d'abord licencié en Sciences naturelles de l'Université de Clermont-Ferrand, puis docteur en médecine de l'Université de Paris.
Il est des premiers membres correspondants de la Station internationale de géobotanique méditerranéenne et alpine de Montpellier, à sa fondation en 1930.
En 1938, il donne, à l'Université de Clermont-Ferrand, son herbier, collection de près de 32 000 échantillons, qui contient, en particulier, les séries très complètes des genres critiques : Rosa, Rubus, Hieracium, Mentha et Salix, ce dernier genre étant sa grande spécialité.

## Ses publications
- Plantes nouvelles et localités de plantes rares de la flore d'Auvergne, 1914, 38 p.
- Recherches sur la végétation du Mont Pilat, Impr. Rey, 1924, 6 p.
- Les Bifora testiculata et radians en France, principalement en Auvergne, Impr. réunies, 1924, 12 p.
- Principales séries dynamiques observées dans la végétation turfo-lacustre des Monts Dore, Bull. Soc. Hist. Nat. Auvergne, 1927 (tiré à part: Mont-Louis, 1927, 9 p.)
- Note préliminaire sur les tourbières du Montoncel (Bois-Noirs), Impr. réunies, 7 p.
- Considérations générales sur la végétation d'Auvergne: liste d'espèces et variétés nouvelles, (tiré à part: Mont-Louis, 1927, 23 p.)
  - Troisième, quatrième et cinquième listes de plantes nouvelles pour l'Auvergne et les départements limitrophes, 1927
  - Sixième liste de plantes nouvelles: espèces et variétés, 1935
- Histoire d'une plante migratrice, Matricaria suaveolens Buchen : son origine, les causes de sa naturalisation rapide en Europe, Revue scientifique du Bourbonnais, 1927, 26 p
- Dianthus hybrides, 1929, 4 p.
- Salix nouveaux de France, Soc. Dendrol, 1932, 22 p.
- Étude critique sur les pruniers sauvages et cultivés d'Auvergne Impr. P. Vallier, 1936, 40 p.
- Deux salix nouveaux marocains, 1938
- Inventaire analytique de la flore d'Auvergne et contrées limitrophes des départements voisins, en 2 tomes, volumes 11 & 12 de l’Encyclopédie biogéographique et écologique, Lechevalier, t.1, 1956, 459 p. & t.2, 1957, 542 p.
- Lagoseris sancta (L.) K. Maly ; Pterotheca nemausensis Cass., plante méridionale en migration rapide et continue dans la direction du nord : son apparition récente dans la Limagne d’Auvergne. 11 p.